# 広田みのる
広田 みのる（ひろた みのる、1971年2月1日 - ）は、日本の声優、ナレーター、俳優、DJ。広島県出身。
オフィス・ティービー所属。

## 略歴
学生時代に島崎和歌子がゲストだと唆され友人と公開ラジオに出演したのが俳優、声優の業界に入るきっかけになった。
広島修道大学商学部経営学科卒業。
同大学在学中にDJとしての活動を始める。

## 人物
ローカル時代はテレビやラジオなどの多数の番組やCMでDJやナレーターを務めている。
吹き替えやアニメやゲームなどで声優も務めている。
役柄としては、ケンカの強い中学生、強欲な武器商人、ライオンと人間が融合した獣人まで演じている。
Jリーグ・サンフレッチェ広島初代スタジアムDJ。
『新選組!』や『親子笑劇場電太郎一家』などのテレビドラマにも出演。
広島を中心とした活動を得て、2005年に東京へ上京。

## 出演
太字はメインキャラクター。

### テレビアニメ
2008年
- 鉄腕バーディー DECODE（裁判長）

2009年
- アスラクライン（ヤクザB）
- ケロロ軍曹（おじい）
- RIDEBACK -ライドバック-（ロバート）

2010年
- GIANT KILLING（深沢シゲ、間宮、加賀、元木）
- ぬらりひょんの孫（2010年 - 2011年、四国妖怪、三ツ目八面、妖怪、家臣、奴良組妖怪、陰陽師） - 2シリーズ
- バトルスピリッツ ブレイヴ（魔族）

2011年
- TIGER & BUNNY（男、司法局幹部）
- デッドマン・ワンダーランド（モーズリ・我槌）
- マケン姫っ!（レスリング部主将）
- ルパン三世 血の刻印 〜永遠のMermaid〜（部下A）

2012年
- NARUTO -ナルト- 疾風伝（うみのイッカク〈2代目〉、西瓜山河豚鬼、霧の中吉、宿場町の人々）
- LUPIN the Third -峰不二子という女-（手下）

2014年
- M3〜ソノ黒キ鋼〜（学園長）
- 世界征服〜謀略のズヴィズダー〜（鹿羽吾郎〈ピェーペル将軍〉）
- 団地ともお（丸越）
- フューチャーカード バディファイト（2014年 - 2017年、荒神ロウガ、超玄武 マトリクス） - 3シリーズ

2015年
- 境界のRINNE（トイチ）
- トリアージX（川中島）

2016年
- 機動戦士ガンダムUC RE:0096（クルー）
- 宇宙パトロールルル子（手下星人、海賊星人、モブ星人、パイくん）
- orange（須和の父親）

2018年
- されど罪人は竜と踊る（ロルカ）
- グラゼニ（球団職員）

2019年
- 群青のマグメル（タブ）
- 可愛ければ変態でも好きになってくれますか?（慧輝の祖父）

2020年
- BNA ビー・エヌ・エー（ギャング）

2023年
- 呪術廻戦 懐玉・玉折/渋谷事変（粟坂二良）

2024年
- 逃げ上手の若君（玄蕃の父）

2025年
- New PANTY & STOCKING with GARTERBELT（ゴースト）

### 劇場アニメ
- リトルウィッチアカデミア 魔法仕掛けのパレード（2015年、トーマスの仲間）

### OVA
- 機動戦士ガンダムUC（2011年、クルー）
- 薄桜鬼 雪華録（2011年、浪士）

### Webアニメ
- 無限の住人-IMMORTAL-（2020年、雲霧仁左衛門）
- サイバーパンク エッジランナーズ（2022年、ジェイミー〈ネットランナー〉）
- BASTARD!! -暗黒の破壊神-（2023年、バ・ソリー[11]）

### ゲーム
2004年
- SEGA AGES 2500シリーズ Vol.12 ぷよぷよ通パーフェクトセット

2008年
- アーマード・コア フォーアンサー

2011年
- 戦律のストラタス（エイブラハム）

2012年
- タイムトラベラーズ（SIF隊員）

2014年
- メタルギアソリッドV（敵兵・目）
- ガンガン!! バトルRUSH!（シャルル）
- コアマスターズ（ヴォルケーノ）
- 白猫プロジェクト（バロン）

2015年
- クイズRPG 魔法使いと黒猫のウィズ（バロン・ライオネル）
- 喧嘩番長6 〜ソウル&ブラッド〜（神埼蓮、熊井力）
- フューチャーカード バディファイト 友情の爆熱ファイト!（荒神ロウガ）
- レインボーシックス シージ （タチャンカ）

2017年
- ディシディア ファイナルファンタジー オペラオムニア（アデルバート・スタイナー）
- フューチャーカード バディファイト 目指せ！バディチャンピオン（荒神ロウガ）

2018年
- ファークライ5（シャーキー・ボーショー）

2019年
- ファークライ ニュードーン（シャーキー・ボーショー）
- スターリンク バトル・フォー・アトラス（ランコア）

2020年
- CARAVAN STORIES（ゴジョウ）
- グランブルーファンタジー（ザウラ）

2022年
- チョコボGP（スタイナー）

2024年
- モンスターストライク（粟坂二良）

### 吹き替え

#### 映画
時期不明
- アリス（ドードー）

1999年
- ゴージャス

2007年
- バビロンZ

2008年
- カンフー・ダンク!
- 黒い家
- シティ・オブ・メン
- ストリート・レーサー
- ハンコック（囚人〈マーズ・クレイン〉）

2009年
- エージェント・オブ・ウォー（副大統領〈ダン・エイクロイド〉）
- HACHI 約束の犬
- マンマ・ミーア!

2010年
- エルム街の悪夢
- キック・アス（ステュー〈ステュー・ライリー〉）
- ゲーム・オブ・デス（神父）
- デイブレイカー
- トラブル・イン・ハリウッド（ジェレミー〈マイケル・ウィンコット〉）
- プラダを着た悪魔 ※日本テレビ版
- フローズン（リフキン〈アダム・ジョンソン〉）
- 妖精ファイター（アンドレアス〈リー・ティチョン〉）
- メガ・パイソン（ジョーンズ）
- ［リミット］（ハビル〈ホセ・ルイス・ガルシア・ペレス〉）

2011年
- キャプテン・アメリカ/ザ・ファースト・アベンジャー（野次を飛ばす男）
- グリーン・ホーネット（フランク）
- サーフィン ドッグ（ドン・ソーンブリー〈ウィリアム・H・メイシー〉）
- SUPER8/スーパーエイト（ヘルナンデス〈マルコ・サンチェス〉）
- スクリーム4: ネクスト・ジェネレーション（アンソニー・パーキンス〈アンソニー・アンダーソン〉）
- ハリー・ポッターと死の秘宝 PART2（トラバース）
- ビバリーヒルズ・チワワ2
- ほぼトワイライト
- マイティ・ソー（ピート）
- ミッション:インポッシブル/ゴースト・プロトコル（ヒゲ男）

2013年
- エリジウム（スパイダー〈ヴァグネル・モウラ〉）

2014年
- アメイジング・スパイダーマン2（店長）
- ガーディアンズ・オブ・ギャラクシー（ホルツ）
- ラッシュ/プライドと友情（イタリア男2）

2015年
- アベンジャーズ/エイジ・オブ・ウルトロン（ユリシーズ・クロウ〈アンディ・サーキス〉）
- レインボーシックスシージ（スペツナズの防衛側オペレーター「タチャンカ」）

2017年
- ゴースト・イン・ザ・シェル（オズモンド〈マイケル・ウィンコット〉）
- ネイビーシールズ:D-DAY（マイケルズ上等兵曹〈レス・ブルックス・Jr.〉）

2018年
- ブラックパンサー（ユリシーズ・クロウ〈アンディ・サーキス〉）

2019年
- スター・ウォーズ/スカイウォーカーの夜明け

#### ドラマ
2001年
- チャームド 〜魔女3姉妹〜

2006年
- 朱蒙（ヒョッポ）
- プリズン・ブレイク（ハーブ・スタントン〈マイケル・オニール〉）
- BONES

2007年
- アグリー・ベティ（スペンサー）
- 始皇帝烈伝 ファーストエンペラー（咩霊）
- 水滸伝英雄譜〜青面獣 楊志〜
- 太王四神記（プルドル）
- MAD MEN（サルバトーレ・ロマーノ〈ブライアン・バッド〉）

2008年
- イ・サン
- イルジメ〜一枝梅（ピョンシク）
- オンエアー（キム・ハクソン）
- ステート・オブ・プレイ〜陰謀の構図〜
- ホテル・バビロン
- マードック・ミステリー 〜刑事マードックの捜査ファイル〜

2009年
- 風の国（サグ）
- 恐竜SFドラマ プライミーバル
- ジーク アンド ルーサー（ジョンソン）
- 水滸伝英雄譜〜一丈青 扈三娘〜（王英）
- 善徳女王（美生〈チョン・ウンイン〉）
- デッド・ゾーン
- ビッグバン・セオリー（ウィル・ウィートン）
- ボーンキッカーズ 考古学調査班

2010年
- 倚天屠龍記（顔恒、宗維侠、孫三殷、武裂、妙風使、夏胃）
- グッド・ワイフ
- コールドケース6
- CSI:9 科学捜査班
- 反撃のレスキュー・ミッション
- HAWAII FIVE-0
- ブルース・リー伝説（ホフマン）
- ボードウォーク・エンパイア 欲望の街

2011年
- アンフォゲッタブル 完全記憶捜査
- 階伯〔ケベク〕
- CSI:11 科学捜査班（ソーサ刑事）
- コールドケース7
- ディフェンダーズ 闘う弁護士
- Terra Nova
- ドリームハイ（マ・ドゥシク〈アン・ギルガン〉）
- ボディ・オブ・プルーフ 死体の証言
- ミディアム7 最終章（ジェイソン・バンガーナー）
- ユーリカ シーズン3
- ローマ警察殺人課アウレリオ・ゼン 3つの事件

2012年
- クリミナル・マインド6 FBI行動分析課（ライル・ドナルドソン）
- コバート・アフェア シーズン2
- ゾウズ・フー・キル 殺意の深層
- Dr.HOUSE
- PAN AM/パンナム

2013年
- ALPHAS/アルファズ
- インジャスティス 〜法と正義の間で〜
- クリミナル・マインド7 FBI行動分析課（カーティス・バンクス〈ディーン・ケイン〉）
- プライベート・プラクティス4（マリサの父）
- 私はラブ・リーガル

2020年
- ビカミング・ア・ゴッド（アーニー・ゴメス〈メル・ロドリゲス〉）

2022年
- キャシアン・アンドー（ブラッソ〈ジョプリン・シブテン〉）

#### アニメ
2000年
- アングリーキッド（Dad 他）

2009年
- あぁ、レイモンド!（ラモント先生）
- スター・ウォーズ/クローン・ウォーズ (テレビアニメ)（ピルフ・マクマク、シャハン・アラマ、フィロネドル、ボスク）
- 冬のソナタ ※アニメ版

2011年
- アベンジャーズ 地球最強のヒーロー（グリム・リーパー）

2013年
- シュガー・ラッシュ（ザンギエフ）

2018年
- スーパーブック（2018年 - 2020年、スーパーブック） - 3シーズン
- シュガー・ラッシュ:オンライン（ザンギエフ）
- ミッシング・スリー: アルカディア物語（モランド将軍）

2020年
- すすめ!オクトノーツ（レンジャー・マーシュ）

2021年
- オクトノーツと地上のミッション（レンジャー・マーシュ）
- ホワット・イフ...?（ユリシーズ・クロウ）

### ラジオ
- MAZDA ミュージック・ビークル

### テレビドラマ
- 親子笑劇場電太郎一家（1995年） - 平賀源太
- 新選組!（2004年） - 山﨑

### CM
- エステティックTBC「クルム伊達公子〜CHALLENGE BEAUTY〜」
- アサヒスーパードライ「挑戦編」
- バイク王

### 舞台
- イエス（ユダ）
- 源氏物語（光源氏）
- KOJIKI（タケル）

### ナレーション・CM
- 内閣府インターネットTV ｢行政の現場から｣
- YANASE
- 情熱列伝 ナレーション
- NHK広島放送局 ｢みらい・ありぃな｣ ナレーション
- 洋服の青山
- B-ing
- 日本テレビ サンバリュ ｢17回連続不合格⁉試験に落ちても、落ちても,,,あきらめきれない人」ナレーション
- 他企業PV多数

### オーディオブック
- シャドウ（隅島）